# 켄 오프슨
켄 올프슨(Ken Olfson, 1937년 4월 2일 ~ 1997년 12월 31일)은 미국의 배우이다.

## 출연 작품

### 영화
- 럭키 댄싱 (1979, H.O.T.S.)
- 미스터 마마 (1983)
- 하나를 위한 삼중주 (1984, Micki & Maude)
- 엔젤 (1984, Angel)
- 25만 달러를 찾아라! (1986)
- 밀월여행 (1986, The Check Is in the Mail...)
- 명화 만들기 (1989, Trust Me)

### 텔레비전
- 아들과 딸들 (1977)
- 신나는 개구쟁이 (1983)
- 제시카의 추리극장 (1984)